# Szivárványocska és a Csillagtörpe
Ez a szócikk részben vagy egészben a Rainbow Brite and the Star Stealer című angol Wikipédia-szócikk ezen változatának fordításán alapszik.
A Szivárványocska és a Csillagtörpe (eredeti cím: Rainbow Brite and the Star Stealer) 1985-ben bemutatott amerikai–japán rajzfilm, amelyet Bernard Deyriès és Jabuki Kimio rendezett. Az animációs játékfilm producerei Katajama Tecuo, Jean Chalopin és Andy Heyward. A forgatókönyvet Jean Chalopin és Howard R. Cohen írta, a zenéjét Haim Saban és Shuki Levy szerezte. A mozifilm a DIC Enterprises és a Hallmark Properties gyártásában készült, a Warner Bros. forgalmazásában jelent meg. Műfaja fantasy kalandfilm. Amerikában 1985. november 15-én mutatták be a mozikban, Magyarországon 1990-ben adták ki VHS-en.

## Cselekmény
Szivárványocska és lova, Csillagfény a Földre utaznak, hogy elhozzák a tavaszt. Útjuk során mindig összefutnak egy másik hasonló "varázsló-lánnyal" (magical girl) Záporkával és az ő lovával, Ciklonnal. Mivel ő nem akarja, hogy a tél – mivel szeret a hóban játszani – véget érjen, meg kell harcolniuk, hogy elkezdődjön az új évszak. Szivárványocskát nem sikerül legyőznie, mert mindig elfut előle és a Földön landol. Mikor megérkeznek, találkoznak, Brian-nel, az egyetlen fiúval a bolygón, aki "látja" őket.
Egyszer, amikor Szivárványocska megpróbálja elhozni a tavaszt, az ereje eltűnik és a tél tovább tart. Brian aggódik, hogy ha tovább tart a hideg és a sötét, az emberiség elveszíti a reményt. Még Záporka is össze van zavarodva emiatt. Brian-t megnyugtatják, hogy mindent meg fognak tenni annak érdekében, hogy a tavasz visszatérjen, Szivárványocska és Csillagfény visszatér Szivárványországba.
Szivárványocskát eközben meglátogatja Robot táltos (On-X), aki egy robot ló, akinek a lábai helyett rakétái vannak.
Otthon elhatározzák, hogy megkeresik Orint, a legöregebb "manót" (sprite) a "Spectrum" gyémántbolygón. Ez utóbbi arról híres, hogy az univerzum minden fényének át kell haladnia rajta, és így melegíti fel a többi bolygót (köztük a Földet is). Megérkezve észreveszik, hogy az égitest nagy részét egy hatalmas, sötét háló borítja. Ezt egy önző hercegnő készítette, aki el akarja lopni magának az egészet egy hatalmas űrhajóval. A Sötét hercegnő (Dark Princess)  csatlósai, a "Glimbot"-ok (Glimbots), rabszolgaságba hajtották Orin és Manó (Szivárványocska legjobb barátja, egy fehér manó, Twink) társait is, akiket a Sötét hercegnő akaratából készítik a hálót. A manók, akik a fényből élnek amit a bolygó megszűr, fokozatosan elgyengülnek és elveszítik akaratukat (kivéve Orint és Manót).
Ezért Szivárványocskán a sor, hogy megállítsa a Hercegnő tervét mielőtt a Föld egy végtelen télben megfagyna. Ebben segítségére van egy fiú, Krisz (Krys), Spectrumról. Ő Robot táltos gazdája is, akit/amit Orintól kapott. Bízik benne, hogy elfoghatja egyedül is a Sötét Hercegnőt és megmentheti a bolygót egy "buta lány" segítsége nélkül is. Mikor találkoznak Orinnal, bocsánatot kér és együtt dolgoznak, hogy megállítsák a telet. Orin azt mondja nekik, hogy csak a kettejük kombinált erejével lehet csak szembeszállni a hercegnővel. Együtt indulnak végül a kastélyához, hogy megállítsák a Hercegnő tervét, aki magához akarja a bolygót szállítani.
Az otthon maradt lányok – a hozzájuk csatlakozott Záporkával együtt – közben aggódnak Szivárványocskáért és a Földért, amely szépen lassan megfagy. Ezt kihallgatja Firkás, régi ellenségük, akinek fő célja minden szín eltüntetése a világból. Elindul ócska űrhajóján kétbalkezes asszisztensével, Dinkással, hogy megakadályozzák Spektrum felszabadulását és elvegyék tőle csodálatos szivárványövét.
Szövetkeznek a Sötét Hercegnővel és a szolgálatában álló lényekkel, de hőseinknek sikerül kicselezniük és lerázniuk őket egy idegen bolygón. Közben hőseink egymáshoz is közelebb kerülnek.
Idővel eljutnak a kastélyhoz, ahol nagy nehezen sikerül kikerülniük a felállított csapdákat és a járőröket. Közben kiderül, hogy Kris korábban a hercegnő egyik testőre/barátja volt. Végül találkoznak a Sötét Hercegnővel is, akit meg akarnak győzni arról, tegyen le tervéről, amely az egész univerzumot elpusztíthatja. Nem sikerül, és megpróbálja elfogni őket, de végül sikerül legyőzni őt.
A rabszolgaságba hajtott manók felszabadulnak és azonnal elkezdik elpusztítani a hálót. Spectra elkezdi sugározni a fényt. Ezzel végre megérkezik a Földre a tavasz.
Szivárványföldön is visszatért minden a normális kerékvágásba.
Közben Firkás és Dinkás rozoga űrhajója irányíthatatlanul sodródik a hideg és kegyetlen világűrben...

## Szereplők
| Szereplő          | Eredeti hang       | Magyar alámondás     |
| ----------------- | ------------------ | -------------------- |
| Szivárványocska   | Bettina Bush       | Vándor Éva           |
| Krisz             | David Mendenhall   | Pusztaszeri Kornél   |
| Sötét hercegnő    | Rhonda Aldrich     | Farkasinszky Edit    |
| Csillagfény       | Andre Stojka       | Forgács Péter        |
| Manó              | Robbie Lee         | Tahi József          |
| Ibolya            | Robbie Lee         | Csere Ágnes          |
| Narancska         | Robbie Lee         | Magda Gabi           |
| Indigó            | Robbie Lee         | N/A                  |
| Firkás            | Peter Cullen       | Józsa Imre           |
| Ciklon            | Peter Cullen       | (saját hangján)      |
| Dinkás            | Patrick Fraley     | Szombathy Gyula      |
| Robot táltos      | Patrick Fraley     | Szabó Sipos Barnabás |
| Popo              | Patrick Fraley     | Kerekes József       |
| Kék Pajtás        | Patrick Fraley     | Szokol Péter         |
| Orin              | Les Tremayne       | Beregi Péter         |
| TV-bemondó        | Les Tremayne       | Perlaki István       |
| Viharocska        | Marissa Mendenhall | Bolba Tamás          |
| Piros             | Mona Marshall      | Bolba Tamás          |
| Sárgácska         | Mona Marshall      | Kökényessy Ági       |
| Zöldecske         | Mona Marshall      | N/A                  |
| Popo              | Charles Adler      | Bor Zoltán           |
| Brian             | Scott Menville     | Lippai László        |
| Blogg gróf        | Jonathan Harris    | Hankó Attila         |
| Zombo őrmester    | David Workman      | Uri István           |
| Varázsló          | N/A                | Csikos Gábor         |
| Varázsló felesége | N/A                | Czigány Judit        |

## Betétdal
- Brand New Day
  - Zeneszerző: Haim Saban & Shuki Levy
  - Dalszövegíró: Howard R. Cohen
- Rainbow Brite and Me
  - Zeneszerző: Haim Saban & Shuki Levy
  - Dalszövegíró: Howard R. Cohen